# Saiki Kusuo no Psi Nan
Saiki Kusuo no Psi Nan (japanisch: 斉木楠雄のΨ難) ist eine japanische Manga-Serie, die von Shūichi Asō geschrieben und illustriert wurde. Sie erschien in Japan von 2012 bis 2018 und wurde ab 2016 auch als Anime sowie als Light Novel, Videospiel und Realfilm umgesetzt. International ist die Serie auch als The Disastrous Life of Saiki K. bekannt.

## Handlung
Kusuo Saiki (斉木 楠雄) ist einer der Schüler, der mit Kräften wie Psychokinese und Teleportation geboren wurde. Er versucht, es vor allem in der Schule zu verbergen.  Doch gerät er immer wieder in scheinbar normale Situationen, in denen es ihm schwerfällt, seine Kräfte zu verbergen.

## Buch-Veröffentlichung
Nach einer Reihe von Einzelkapiteln, die von 2010 bis 2011 veröffentlicht wurden, wurde der Manga von Mai 2012 bis Februar 2018 in Shūeishas Magazin Shūkan Shōnen Jump veröffentlicht. Es folgte eine kurze Yonkoma-Serie, die in derselben Zeitschrift veröffentlicht wurde, und zwei Einzelkapitel, die im Mai und Juli 2018 in Jump Giga veröffentlicht wurden. Shūeisha sammelte die Kapitel in 26 Bänden. Der erste dieser Bände verkaufte sich über 34.000 Mal in der ersten Woche nach Veröffentlichung. Der letzte Band erreichte knapp 123.000 verkaufte Exemplare in drei Wochen.
Eine chinesische Fassung erschien bei Tong Li Publishing in Taiwan.
Eine Adaption als Light Novel erschien am 4. Mai 2013 unter dem Titel Saiki Kusuo no Psi-nan – Extra Story of Psychics. Im Juli 2014 folgte eine zweite Light Novel, Saiki Kusuo no Psi-nan – Extra Story of Psychics 2.

## Anime-Adaption
Eine Animeserie aus Flash-Animationen, die auf dem Manga basiert, wurde ab dem 4. August 2013 auf der Website Jump Live veröffentlicht.
Eine Anime-Fernsehserie wurde von J.C.Staff und Egg Firm produziert. Regie führte Hiroaki Sakurai und Hauptautorin war Michiko Yokote. Masayuki Onji entwarf das Charakterdesign. Die Serie wurde ab dem 4. Juli 2016 von TV Tokyo ausgestrahlt. Eine Folge wurde jeden Wochentagmorgen ausgestrahlt, gefolgt von einem Zusammenschnitt am Ende jeder Woche. Bis 4. Juli 2016 wurden 23 Folgen ausgestrahlt. Eine zweite Staffel mit 24 Folgen wurde von 16. Januar bis 27. Juni 2018 ausgestrahlt. In der letzten Folge der zweiten Staffel wurde ein Abschluss-Special angekündigt, das am 28. Dezember 2018 gezeigt wurde. Netflix veröffentlichte den Anime mit Untertiteln in mehreren Sprachen, unter anderem auf Deutsch.
Für 2019 wurde eine neue Anime-Serie produziert, für die das gleiche Team verpflichtet wurde. Die 6 Folgen mit dem Titel The Disastrous Life of Saiki K.: Reawakened (Saiki Kusuo no Psi Nan Psi Shidō-Hen) wurden am 30. Dezember 2019 auf Netflix weltweit in diversen Sprachfassungen veröffentlicht.

### Synchronisation
Die deutsche Synchronfassung der Webserie von 2019 entstand bei VSI Berlin unter der Regie von Maurice Taube und nach einem Dialogbuch von Peter Baatz-Mechler.
| Rollen           | japanische Sprecher (Seiyū) | deutsche Sprecher  |
| ---------------- | --------------------------- | ------------------ |
| Kusuo Saiki      | Hiroshi Kamiya              | Sebastian Kluckert |
| Shun Kaido       | Nobunaga Shimazaki          | Sebastian Fitzner  |
| Riki Nendo       | Daisuke Ono                 | Dennis Sandmann    |
| Kokomi Teruhashi | Ai Kayano                   | Laura Elßel        |
| Aren Kobuyasu    | Yoshimasa Hosoya            | Lasse Dreyer       |
| Kineshi Hairo    | Satoshi Hino                |                    |
| Mikoto Aiura     | Eri Kitamuta                |                    |
| Gintoki Sakata   | Tomokazu Sugita             |                    |
| Kagura           | Rie Kugimiya                |                    |

### Musik
Die Musik der Serie, auch der Webserie von 2019, stammt von Psychic Lover. Die Vorspannlieder der Fernsehserie sind:
- Seishun wa Zankoku janai (青春は残酷じゃない) von Natsuki Hanae
- Sai Psi Sai Kōchō! (最Ψ最好調!) von Dempagumi, Inc.
- Psilent Prisoner (Ψレントプリズナー) von Psychic Lover
- Oteage Psychics (お手上げサイキクス) von Shiggy Jr.

Die Abspannlieder sind:
- Psi desu I Like You (Ψです I LIKE YOU) von Dempagumi.inc
- Kokoro (こころ) von Natsuki Hanae
- Psihakkenden (Ψ発見伝!) von Dempagumi.inc

## Videospiele
Bandai Namco entwickelte und veröffentlichte 2016 ein erstes Videospiel zum Manga: Saiki Kusuo no Psi Nan: Shijō Psi Dai no Psi Nan!? erschien am 10. November 2016 in Japan für die Konsole Nintendo 3DS. Ein zweites Spiel, nun für Smartphones, erschien 2018.

## Realfilm
Am 21. Oktober 2017 kam ein Realfilm zum Manga in die japanischen Kinos. Yuichi Fukuda war für Regie und Drehbuch verantwortlich.